# 全唇薑
全唇姜（学名：Zingiber integrilabrum）为姜科姜属下的一个种。香港稀有瀕危多年生草本植物。
自從1881年在歌賦山的林下半蔭蔽環境首次發現後，近一百年內已經無其他發現記錄。
全株高40至100厘米；根莖具分枝。葉片披針形，長15-18厘米，寬約3厘米，葉面無毛，葉背被短柔毛或稀疏的長柔毛；圓形葉舌2裂。花序由根狀莖伸出，總花梗一半埋入土中。花期為每年的4到10月。

## 外部連結
- 全唇薑